# Sofia Guellati
Sofia Guellati (en arabe : صوفيا غيلاتي), née le 9 juillet 1992 à Draguignan dans le Var, est une footballeuse internationale algérienne évoluant au poste de défenseure au EA Guingamp.

## Biographie

### Carrière en club
Sofia Guellati est née le 9 juillet 1992 à Draguignan dans le Var, d'un père algérien originaire d’El Tarf, dans le nord-est de l'Algérie et d'une mère française. Elle commence le football à l'âge de six ans dans le club de Draguignan, avec les garçons. À treize ans, elle rejoint une équipe féminine à Trans-en-Provence. Après une série de tests à Montpellier, elle intègre Étoile sportive arpajonnaise en D3 la première année, puis en D2 les six années suivantes. En 2015, elle s'engage à Rodez Aveyron Football, en D1.
Après quatre saisons passées en D1 avec Rodez, elle redescend en D2 avec le club en 2019. Son équipe retrouve l'élite après avoir remporté le championnat D2 (poule B) à l'issue de l'exercice 2021-2022.
Le 12 février 2023 contre ASJ Soyaux, elle dispute son 100e match de championnat avec Rodez.

### Carrière en sélection
En février 2016, Sofia Guellati est appelée pour la première fois en équipe d'Algérie par le sélectionneur national Azzeddine Chih, pour participer à une double confrontation amicale face au Mali, dans le cadre de la préparation aux qualifications de la CAN 2016. Le 2 février 2016, elle honore sa première sélection en tant que titulaire, face au Mali où elle marque un but,.
Le 29 février, elle est de nouveau appelée pour participer à un stage en vue du premier match des qualifications de la CAN 2016. Le 6 mars 2016, elle est titulaire, contre l'Éthiopie lors du match aller du premier tour des qualifications de la CAN 2016,. Le match se solde par une victoire 1-0 des Algériennes.
Elle est appelée en mars 2020, pour participer à un stage avec la sélection, en préparation du premier tour éliminatoire de la Coupe d’Afrique des nations. La compétition est annulée à cause de la pandémie du Covid-2019.
En octobre 2021, elle fait partie des joueuses convoquées pour deux rencontres contre le Soudan dans le cadre des éliminatoires de la CAN 2022. Le 20 octobre 2021, elle est titulaire lors de la victoire historique 14-0 contre le Soudan,. Le match retour prévu le 26 octobre est finalement annulé à la suite du coup d'État au Soudan,. Sofia Guellati et les joueuses de la sélection algérienne, sont restées bloquées près d'une semaine à Khartoum au Soudan, avant de rejoindre leurs clubs respectifs.
En avril 2023, elle est convoquée pour participer à une double confrontation amicale face à la Tanzanie. Le 9 avril 2023, elle est titulaire contre la Tanzanie au Stade Nelson-Mandela. Le match se solde par une victoire 4 à 0 des Algériennes. Puis le 11 avril 2023, la capitaine des Vertes marque le troisième but de son équipe lors du deuxième match. Les Algériennes remportent le match 3 à 0.

## Statistiques

### Statistiques détaillées
| Saison                | Club                  | Championnat           | Championnat | Championnat | Coupe(s) nationale(s) | Coupe(s) nationale(s) | Algérie | Algérie | Total | Total |
| Saison                | Club                  | Division              | M.          | B.          | M.                    | B.                    | M.      | B.      | M.    | B.    |
| 2008-2009             | ES Arpajon            | Division 3            | 15          | 5           | 2                     | 0                     | -       | -       | 17    | 5     |
| 2009-2010             | ES Arpajon            | Division 2            | 22          | 4           | 3                     | 0                     | -       | -       | 25    | 4     |
| 2010-2011             | ES Arpajon            | Division 2            | 21          | 4           | 2                     | 1                     | -       | -       | 23    | 5     |
| 2011-2012             | ES Arpajon            | Division 2            | 20          | 10          | 2                     | 0                     | -       | -       | 22    | 10    |
| 2012-2013             | ES Arpajon            | Division 2            | 22          | 11          | -                     | -                     | -       | -       | 22    | 11    |
| 2013-2014             | FC Aurillac Arpajon   | Division 2            | 20          | 5           | -                     | -                     | -       | -       | 20    | 5     |
| 2014-2015             | FC Aurillac Arpajon   | Division 2            | 21          | 4           | 1                     | 0                     | -       | -       | 22    | 4     |
| Sous-total            | Sous-total            | Sous-total            | 141         | 43          | 10                    | 1                     | -       | -       | 151   | 44    |
| 2015-2016             | Rodez AF              | Division 1            | 16          | 1           | 3                     | 0                     | 5       | 1       | 24    | 2     |
| 2016-2017             | Rodez AF              | Division 1            | 9           | 0           | 1                     | 0                     | -       | -       | 10    | 0     |
| 2017-2018             | Rodez AF              | Division 1            | 2           | 0           | 2                     | 0                     | -       | -       | 4     | 0     |
| 2018-2019             | Rodez AF              | Division 1            | 20          | 0           | 1                     | 0                     | -       | -       | 21    | 0     |
| 2019-2020             | Rodez AF              | Division 2            | 16          | 8           | 4                     | 0                     | -       | -       | 20    | 8     |
| 2020-2021             | Rodez AF              | Division 2            | 6           | 1           | -                     | -                     | -       | -       | 6     | 1     |
| 2021-2022             | Rodez AF              | Division 2            | 17          | 3           | 5                     | 0                     | 4       | 0       | 26    | 3     |
| 2022-2023             | Rodez AF              | Division 1            | 22          | 1           | 1                     | 0                     | 2       | 0       | 25    | 1     |
| 2023-2024             | Rodez AF              | Division 2            | 10          | 0           | 1                     | 0                     | 5       | 1       | 16    | 1     |
| Sous-total            | Sous-total            | Sous-total            | 118         | 14          | 18                    | 0                     | 16      | 2       | 152   | 16    |
| Total sur la carrière | Total sur la carrière | Total sur la carrière | 259         | 57          | 28                    | 1                     | 16      | 2       | 303   | 60    |

### En sélection

#### Matchs internationaux
Le tableau suivant liste les rencontres de l'équipe d'Algérie dans lesquelles Sofia Guellati a été sélectionnée depuis le 2 février 2016 jusqu'à présent.

#### Buts internationaux
| 0   | Date            | Lieu                                 | Compétition  | Résultat | Adversaire   | Détail     | Détail        | Détail | Sél. |
| --- | --------------- | ------------------------------------ | ------------ | -------- | ------------ | ---------- | ------------- | ------ | ---- |
| 1er | 2 février 2016  | CTN Sidi Moussa, Alger, Algérie      | Match amical | N 2-2    | Mali         | -          | -             | 2-2    | 1er  |
| 2e  | 11 avril 2023   | CTN Sidi Moussa, Alger, Algérie      | Match amical | V 3-0    | Tanzanie     | 82e (pen.) | -             | 3-0    | 10e  |
| 3e  | 27 février 2024 | Stade Nelson-Mandela, Alger, Algérie | Match amical | V 3-0    | Burkina Faso | 64e (pen.) | du pied droit | 3-0    | 17e  |

## Palmarès

### En club
Rodez AF :
- Vainqueur du Championnat de France de deuxième division en 2022